# اسماعیل میرزا قاجار
اسماعیل میرزا (زاده ۱۲۱۷ قمری - درگذشته ۱۲۷۹ قمری) شاهزاده قاجار و پسر هجدهم فتحعلی‌شاه بود.
او در سال ۱۲۳۱ قمری به جای حسنعلی‌خان قرایی، حاکم محلی ترشیز که توسط محمدولی میرزا پسر سوم فتحعلی‌شاه سرکوب و کشته شده بود، به حکومت آنجا منصوب شد. او در جنگ‌های ایران و روسیه شرکت داشت و یکی از سرکردگان سپاه ایران بود که در جبهه لنکران و سالیان با روس‌ها می‌جنگید و در آغاز به پیروزی‌هایی هم رسید. او در اواخر سلطنت فتحعلی‌شاه حاکم بسطام بود. پس از درگذشت شاه، به پشتیبانی از علی میرزا ظل‌السلطان که در تهران ادعای پادشاهی داشت، برخاست. در این هنگام قائم مقام فراهانی در رأس کار بود و لشگری با اردشیر میرزا (برادر محمدشاه) و اسکندرخان قاجار دولو و ابراهیم‌خلیل خان سلماسی به سمت شاهرود برای قلع و قمع اسماعیل میرزا گسیل داشت. اسمعیل میرزا پس از جنگ مقهور و گرفتار گردید و او را تحت‌الحفظ به تهران آوردند و به همراه نُه برادر دیگرش در قلعه اردبیل زندانی کردند. پس از فرار سه نفر از آنان از زندان و پناهنده شدن به روسیه سایر شاهزادگان که اسماعیل میرزا نیز جزء آنان بود از اردبیل به تبریز برده شدند و در آنجا زیر نظر قرار گرفتند.
اسماعیل میرزا در سال ۱۲۷۹ قمری در تبریز درگذشت.
ملک ایرج میرزا، پسر فتحعلی‌شاه، دربارهٔ اسماعیل میرزا می‌نویسد:
«جوانی جنگی و پُردل بود و جز نیزه و شمشیر و خنجر و تیر از چیزی حکایت نکردی. از بعضی معاصی برکنار بود. همیشه مراقب اذکار و اوراد و اندک سواد عربی هم داشت.»
یکی از دختران اسماعیل میرزا به نام شهربانو خانم با حاج محمدجعفر سبحانی خیابانی تبریزی ازدواج کرد و پسرش محمدحسین سبحانی، پدر جعفر سبحانی از مراجعه تقلید شیعه در عصر حاضر است.